# Conische boor

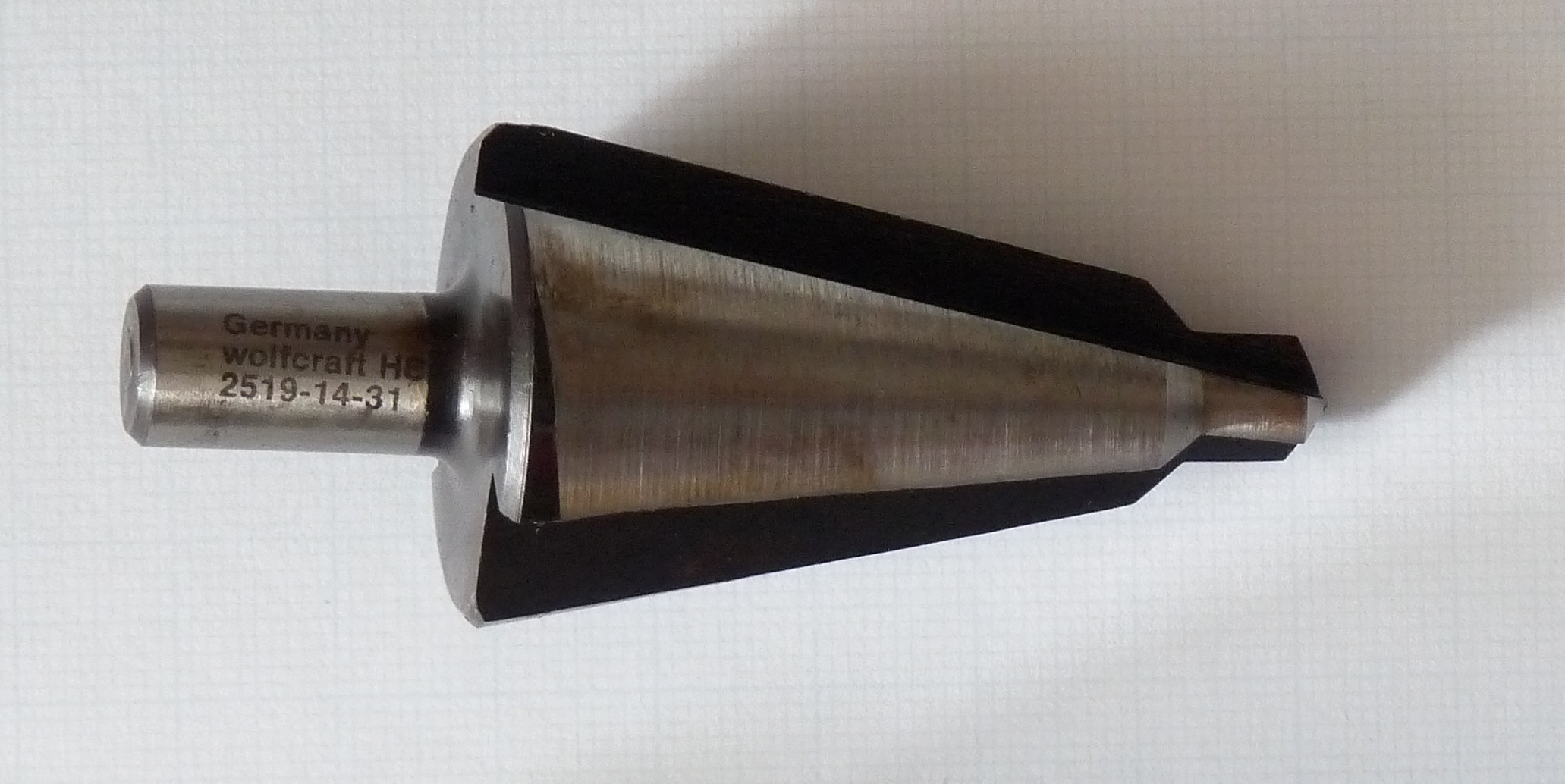
conische boor

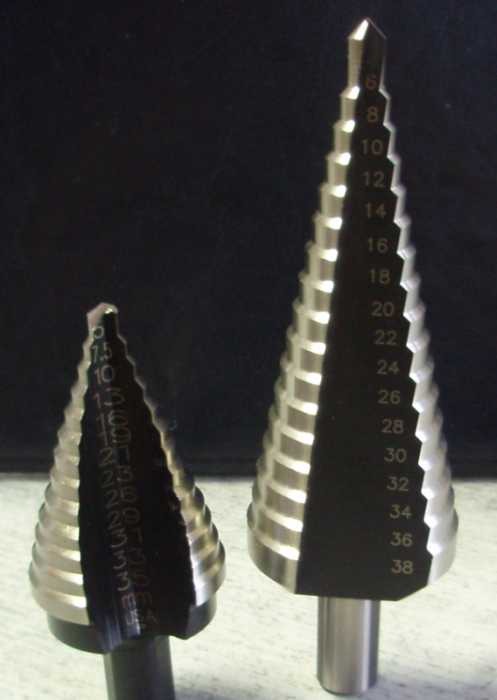
getrapte versies van de conische boor

Een conische boor is een boor die niet recht maar conisch, ofwel kegelvormig is.
Een conische boor is bedoeld voor het boren van gaten in dun plaatmateriaal, zoals blik, aluminium of kunststof. Met een boor kunnen gaten van zeer uiteenlopende diameters kunnen worden geboord: één conische boor kan zodoende een groot aantal rechte boren vervangen. Ook is het mogelijk om een bestaand gat groter te maken.
De diameter van het geboorde gat hangt af van hoe diep er geboord wordt. Hierdoor is het niet eenvoudig om een gat met een exacte diameter te maken, zeker niet als er handmatig geboord wordt.
Ook dient er genoeg ruimte aan de andere zijde van het te bewerken materiaal te zijn vanwege de doorstekende boorkop.
Als er geboord wordt in dikker materiaal dan creëert dit een gat met conische wanden.

## Trapboor
Een variant van de conische boor is de 'trapboor'. Deze heeft een getrapt verloop, waardoor men altijd zeker is van de te boren diameter, en waarbij het gat wel parallelle wanden heeft. De keerzijde hiervan is dan wel dat niet tot elke willekeurige diameter geboord kan worden.

## Trivia
De conische boor dient niet verward te worden met een Morseconus.